# Chloroprednisone
Cloroprednisone là một glucocorticoid tại chỗ được báo cáo lần đầu tiên vào năm 1960. Nó là một dẫn xuất clo hóa của prednison. Các axetat ester tiền chất, chloroprednisone 21-acetate, được bán dưới tên thương hiệu Topilan như một tác nhân chống viêm.
Có rất ít công bố về chloroprednisone. Điều này có thể là do hoạt động hạn chế tại chỗ vì da thiếu enzyme kích hoạt cần thiết 11-Beta hydroxapseoid dehydrogenase. Về mặt hệ thống, hoạt động của tác nhân này trên các thụ thể Glucocorticoid có thể không cạnh tranh với các tác nhân như Fludrocortisone hoặc Dexamethasone.